# Tero Järvenpää
Tero Mikael Järvenpää (Tampere, 2 de outubro de 1984) é um atleta finlandês especialista no lançamento de dardo.
Participou dos Jogos Olímpicos de Verão de 2008, em Pequim, onde obteve a quarta colocação na final do dardo com marca de 83,95 metros.